# Laura Nativo

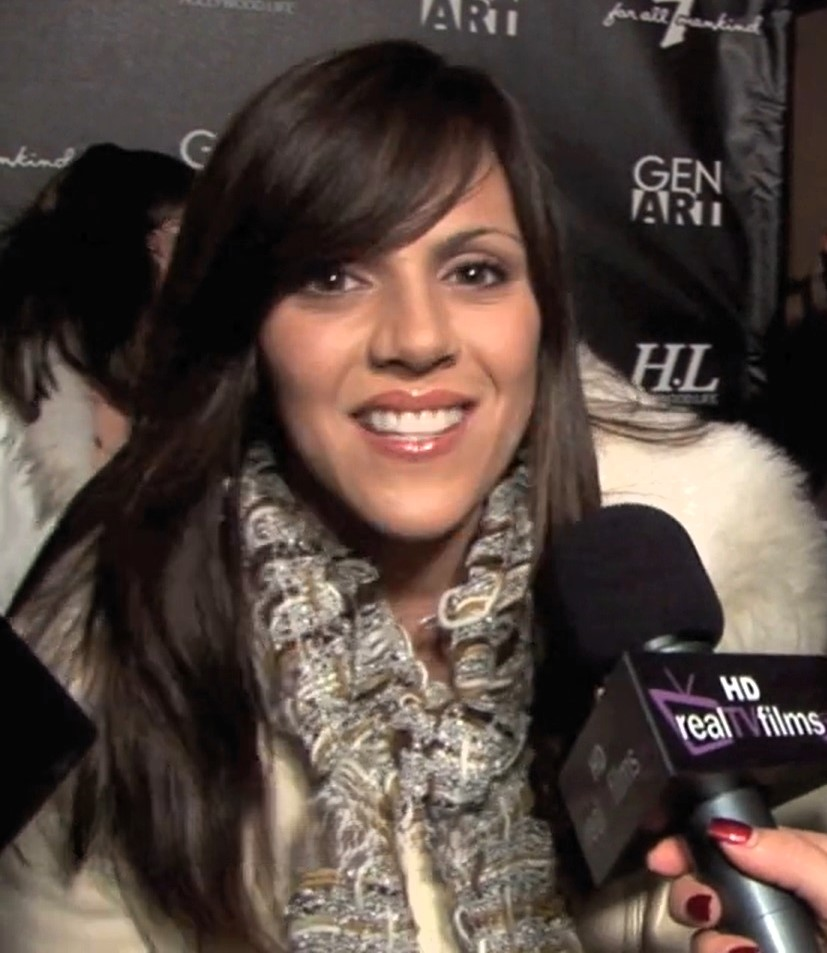
Laura Nativo, 2009

Laura Maria Nativo (* 16. Oktober 1980 in Parsippany, New Jersey) ist eine US-amerikanische Schauspielerin.

## Karriere
Laura Nativo spielte in Celebrity – Schön. Reich. Berühmt. mit, ihre Tätigkeit fand aber keine Erwähnung im Abspann. Im Jahr 2002 ist sie als Schulmädchen in dem Film High Voltage zu sehen. Sie erhielt Nebenrollen als Wendy in dem Abenteuerfilm The Violent Kind und als Laura in dem Horrorfilm Bleed, als Erin in Birth Rite und die Hauptrolle in Aquanoids. In Nick Cassavetes’ Drama Alpha Dog – Tödliche Freundschaften ist sie als Partygast zu sehen. In dem Kurzfilm Repo! The Genetic spielte sie 2006 eine Krankenschwester. Im Jahr darauf spielte sie den Todesengel im Kurzfilm Treshold.

## Filmografie
- 1998: Celebrity – Schön. Reich. Berühmt. (Celebrity)
- 2002: Bleed
- 2002: The Violent Kind
- 2002: High Voltage
- 2003: Delta Delta Die!
- 2003: Birth Rite
- 2003: Aquanoids
- 2006: Alpha Dog – Tödliche Freundschaften (Alpha Dog)
- 2006: Repo! The Genetic (Kurzfilm)
- 2007: Threshold